# 후회합니다
《후회합니다》는 1977년 11월 5일부터 이듬 해 4월 9일까지 방영된 문화방송 주말연속극으로, 상류 집안의 맏며느리가 생활 속에서 겪는 외로움하고 갈등으로 빚어지는 애환이 담겨져 있다.

## 방송 시간
| 방송 채널 | 방송 기간                          | 방송 시간                                                                 |
| --------- | ---------------------------------- | ------------------------------------------------------------------------- |
| MBC TV    | 1977년 11월 5일 ~ 1977년 11월 13일 | 매주 토요일 저녁 7시 35분 ~ 8시 20분 매주 일요일 저녁 7시 10분 ~ 7시 55분 |
| MBC TV    | 1977년 11월 19일 ~ 1978년 4월 9일  | 매주 토요일 저녁 7시 35분 ~ 8시 20분 매주 일요일 저녁 7시 5분 ~ 7시 50분  |

## 등장 인물
- 김혜자 : 지원 역 - 상류 집안의 맏며느리
- 박근형 : 이준우 역 - 지원의 남편, 공학박사(3년째 미국 생활 중)
- 김용림 : 준우 모 역 - 지원의 시어머니
- 방인숙 : 이신우 역 - 준우의 여동생, 상미의 생모
- 정욱 : 이강우 역 - 준우와 신우의 남동생, 변호사
- 엄유신 : 강우 처 역 - 상일의 어머니
- 남능미 : 이모 역 - 준우 모의 동생
- 김보경 : 이모의 딸 역
- 반효정 : 지원 고모 역 - 노량진 거주 중
- 김영애 : 한혜수 역 - 지원의 여동생
- 김윤경 : 세정 역 - 지원의 친구, 요녀
- 나문희 : 인숙 역 - 지원과 세정의 친구
- 이묵원 : 의사 역 - 준우 모의 주치의
- 손창민 : 이상수 역 - 지원과 준우의 아들
- 신민경 : 이상미 역 - 지원과 준우의 양녀, 신우의 딸
- 서인석 : 김기태 역 - 지원의 과거 친구, 비열한 청년

## 편성 변경
- 1978년 3월 25일 : 특선 주말의 명화 《혹성탈출》 편성으로 인해 앞당겨 저녁 7시부터 방영
- 1978년 4월 2일 : 특집 MBC 권투 동양주니어페더급 타이틀전 〈릭 키하노 VS 정순현〉 중계방송으로 인해 저녁 6시 40분부터 방영

## 참고 사항
- 당시 주 무대였던 가회동 고급 호화 빌라, 여성 출연자들의 수십만 원 대를 호가하는 고급 정장, 고급 장신구, 남성 출연자들의 사회적 지위가 높은 직업(공학박사, 변호사), 명품 가구, 고가 수입산 양주, 명품 구두, 시어머니가 며느리를 만날 때는 고급 승용차[2]를 타고 호텔 라운지에서 만나는 등 부유층 집안의 호화스러운 장면을 과도하게 연출하여 전국의 농어민들로부터는 사치성, 열등감을 조장, 이농 현상을 부채질하고, 서민층으로부터는 부유층에 대한 위화감에다 빈부격차에 대한 감정을 종용한다는 시청자들의 항의가 빗발쳤다.[3]
- 준우 모 역의 김용림하고 세정 역의 김윤경은 실감나는 악역 연기로 전국의 어르신들에게 항의를 받은 바 있다.[4]
- 원래 한지원 역으로 고두심이 출연 예정이었지만, 연극 <투우사> 출연으로 스케줄이 겹치는 바람에 김혜자가 대타로 출연하게 되었다.[5]